# Frank Wagner (Politiker)

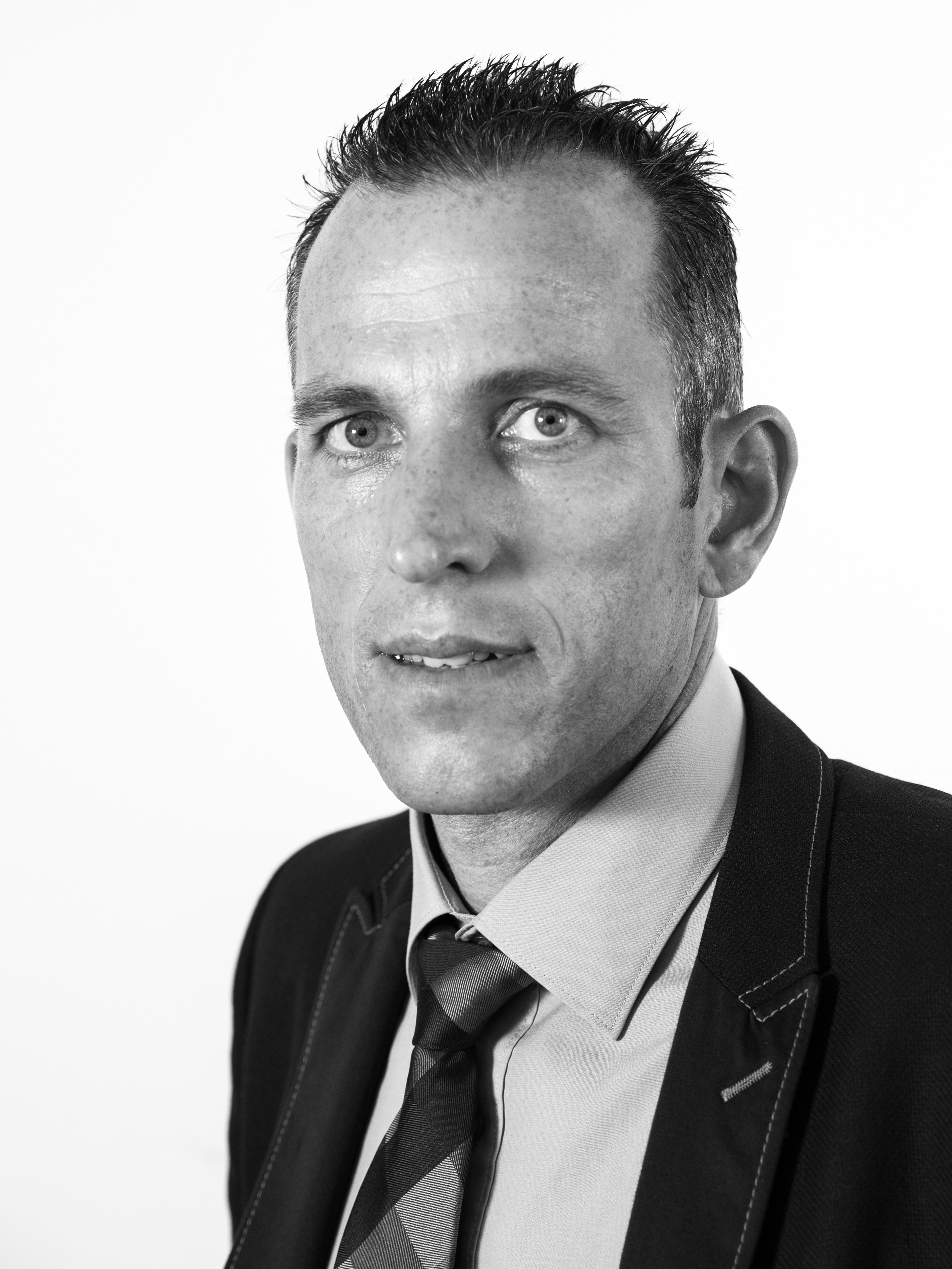
Frank Wagner

Frank Wagner (* 1977) ist ein deutscher Politiker (CDU). Er gehört seit 2017 dem saarländischen Landtag an.

## Leben
Frank Wagners politische Karriere begann 1995 in der Schüler-Union und der Jungen Union, deren stellvertretender Kreischef er zeitweilig war. 2009 wurde er Mitglied des Ortsrats Hilbringen. Seit 2012 gehört ist er Vorstandsmitglied des CDU-Stadtverbandes Merzig. Am 3. Juni 2015 wurde er zum Kreisbeigeordneten des Landkreises Merzig-Wadern ernannt und wurde damit ehrenamtlicher Stellvertreter von Landrätin Daniela Schlegel-Friedrich.
Am 24. Mai 2017 rückte er für Monika Bachmann in den Saarländischen Landtag (16. Wahlperiode) nach. Bei der Landtagswahl 2022 wurde er erneut in den Landtag gewählt. Seit Mai 2022 ist er Generalsekretär der CDU Saar.

## Privatleben
Frank Wagner ist Lehrer und arbeitete bis September 2017 als Schulleiter der Kreuzbergschule, einer Grundschule in Merzig.